# Greenville (Floryda)
Greenville – miasto w Stanach Zjednoczonych, w stanie Floryda, w hrabstwie Madison.

## Demografia
W 2000 zamieszkiwało w nim 837 osób. W roku 2023 liczba mieszkańców spadła do 778 osób, a gęstość zaludnienia poniżej 229 osób/km².